# Diego Montenegro
Diego Montenegro  (Bragado, provincia de Buenos Aires, Argentina, 24 de junio de 1985) es un modelo y futbolista argentino. Juega de delantero y su club actual es Atlético Concepción de Tucumán de Argentina

## Trayectoria

### Club Sportivo Bragado
Inició sus primeros pasos en el Club Sportivo Bragado.

### Villa San Carlos
Llegó al Club Villa San Carlos con edad de Novena División.

### Ferro Carril Oeste
Llegó al Club a principios del año 2009, en el 2011 un grupo inversor compró su pase lo cedió a Racing Club.

### Racing Club
Jugando en el equipo de Reserva del Club.

### Deportes Iquique
Integró el plantel hasta diciembre del año 2015 cuando rescindió su contrato.

### Omonia Nicosia
En marzo de 2016 llega al club sobre el cierre del libro de pases luego de descollar y lograr el ascenso con ELH.

### Atl. Concepción (T)
En febrero de 2018 participa de un escándalo en una discoteca de Nicosia y, a pesar de sus condiciones, el club decide rescindir su contrato unilateralmente.
Ese mismo año, ya con el pase en su poder, firma por un año con Atlético Concepción de Tucumán para jugar el Torneo Regional Federal. Gracias a sus excelentes actuaciones, el club amplía su contrato por 3 años más.

## Clubes
| Club                | País      | Años        |
| ------------------- | --------- | ----------- |
| Villa San Carlos    | Argentina | 1999 - 2009 |
| Ferro Carril Oeste  | Argentina | 2009 - 2011 |
| Racing Club         | Argentina | 2011 - 2014 |
| Deportes Iquique    | Chile     | 2014 - 2015 |
| Omonia Nicosia      | Chipre    | 2016 - 2018 |
| Atl. Concepción (T) | Argentina | 2018 -      |